# Kościół Podwyższenia Krzyża Świętego w Brzostku
Kościół Podwyższenia Krzyża Świętego – klasycystyczny rzymskokatolicki kościół parafialny, znajdujący się w Brzostku.

## Położenie
Kościół jest orientowany, stoi na wzniesieniu w pobliżu Rynku, przy jego południowo-wschodnim krańcu. Otacza go kamienny mur, z bramami od strony Rynku, plebanii i ul. Łukasiewicza. W XX w. wokół rosły drzewa – lipy i kasztany.

## Historia

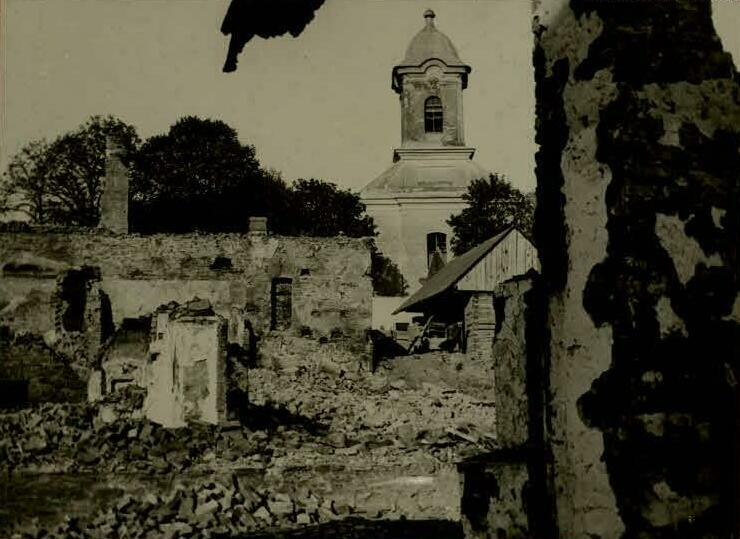
Kościół w Brzostku tuż po I wojnie światowej

Budynek (pierwotnie pod wezwaniem Znalezienia Krzyża Świętego) został wybudowany w 1817 r., na miejscu starego kościoła; ołtarz św. Leonarda i chrzcielnicę sprowadzono do niego z kościoła z pobliskich Kleci, rozebranego w 1818 r. Świątynia została konsekrowana 6 sierpnia 1826 r. W połowie XIX w. budynek przebudowano.
Budowla została uszkodzona podczas I wojny światowej. W czasie trwania walk o Brzostek na wieży ustawiono karabin maszynowy, po wojnie, w 1921 r., wyremontowano ją i zmieniono kształt dachu hełmowego na gotycki.
W sierpniu 1944 r., w wyniku walk prowadzonych w ramach II wojny światowej, spłonął dach i organy, uszkodzone zostało sklepienie, a wieżę zniszczył pocisk. Po zakończeniu konfliktu, w latach 1946–1947, kościół odbudowano i odrestaurowano.
W 1968 r. budynek wpisano do rejestru zabytków (nr rejestru A-704 z 5 stycznia 1968), a pod koniec XX w. ponownie poddano remontowi, nałożono nową polichromię i dobudowano nawy boczne.

## Architektura
Budynek jest otynkowany, wzniesiony w stylu klasycystycznym z cegły, na kamiennej podmurówce. Nawa nakryta jest czterospadowym blaszanym dachem, prezbiterium dwuspadowym, który nad apsydą przechodzi w półstożkowy; więźba dachowa wykonana jest z drewna. W trójkątny szczyt fasady wtopiona jest wieża – czworoboczna o zaokrąglonych narożach, jednokondygnacyjna, zwieńczona dachem hełmowym. Ściany budynku zdobione są gzymsem. Nawa główna i prezbiterium nakryte są sklepieniami żaglastymi na gurtach spływających na przyścienne filary.
W świątyni znajduje się chór muzyczny, wsparty na dwóch filarach i dwóch półfilarach oraz rokokowa ambona z drugiej połowy XVIII w.
Pod posadzką zachowały się krypty pochodzące z poprzedniego kościoła, datowane na XVII w.
W kościele znajdują się elementy historycznego wyposażenia: obrazy św. Anny Samotrzeciej z XVII/XVIII w. oraz Matki Bożej Śnieżnej z XVIII w., ołtarz św. Leonarda z początku XVII w., chrzcielnica z przełomu XVII i XVIII w., ornaty z XVIII-XIX w. oraz dzwon kościelny z 1521 r. Ołtarz główny, zawierający scenę nawiązującą do wezwania świątyni, powstał w 1907 r., według projektu rzeźbiarza Remiszewskiego w stylu neobarokowym.